# Monastir
Pour les articles homonymes, voir Monastir (homonymie).
Monastir (arabe : منستير  [mʊnæstir]), est une ville côtière du Sahel tunisien, au centre-est de la Tunisie, située sur une presqu'île au sud-est du golfe d'Hammamet, à une vingtaine de kilomètres à l'est de Sousse et à 162 kilomètres au sud de Tunis. En 2014, la population de la municipalité atteint 93 306 habitants.
La ville est le chef-lieu du gouvernorat du même nom depuis 1974.

## Toponymie
Le nom de la ville proviendrait du mot « monastère » (monasterium en latin), même s'il reste un sujet de débat. Selon Hassan Hosni Abdelwaheb, le nom a une origine arabe, elle-même empruntée au terme grec monastrion, ayant la signification de monastère et répandu dans l'Empire byzantin pour décrire les forts bâtis sur le littoral méditerranéen. Avant la conquête musulmane et juste après le déclin de l'ancienne ville punico-romaine de Ruspina, Monastir est une ville bâtie par une communauté de moines chrétiens, reconnus par leur abbaye, qui occupent un monastère pleinement autonome. Après la conquête, les musulmans préservèrent le nom.

## Géographie

### Localisation

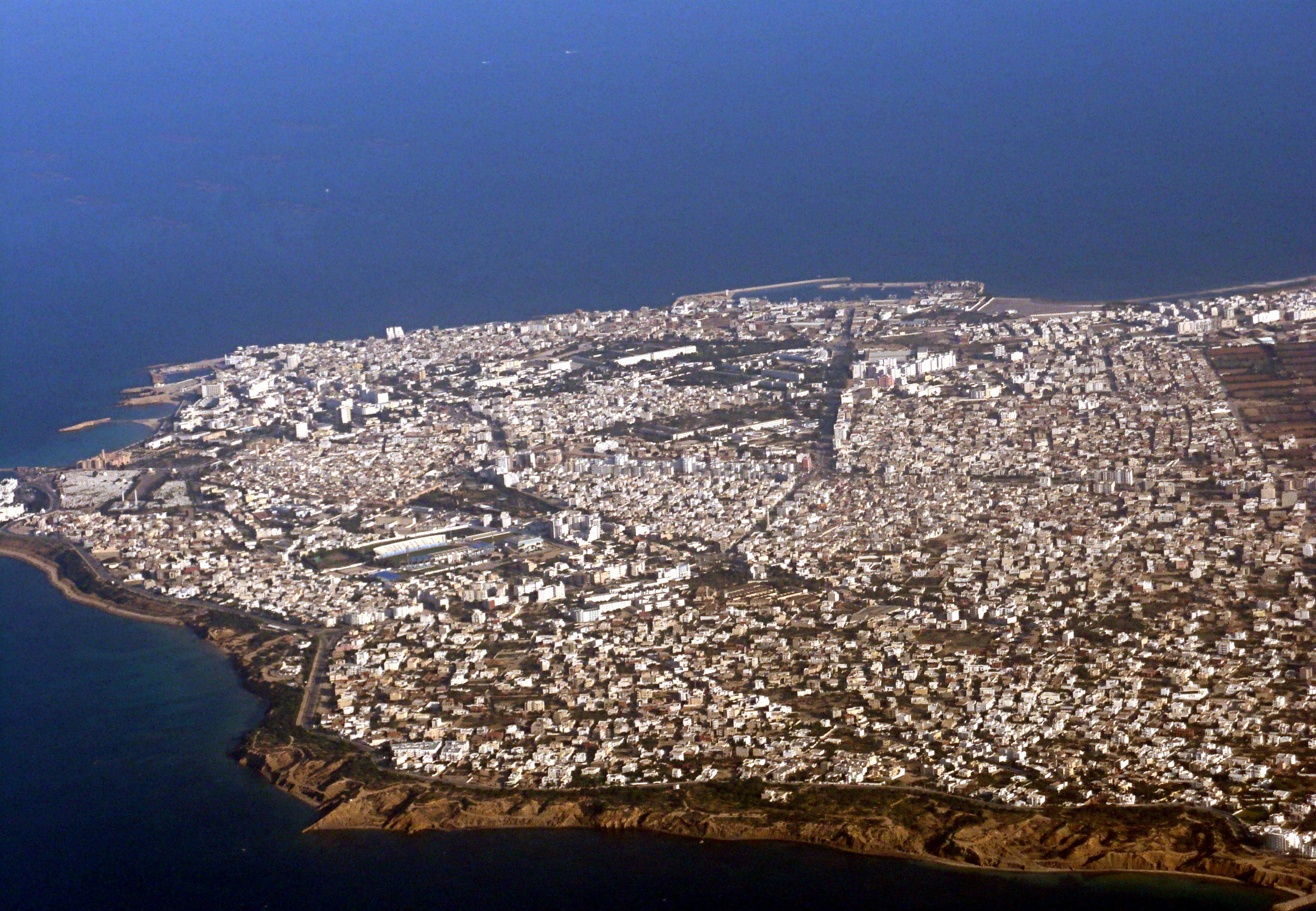
Vue aérienne de Monastir.

Monastir est une presqu'île entourée par la mer Méditerranée sur trois côtés et formant, vers le sud, le golfe du même nom, qui s'étend jusqu'au cap de Ras Dimass. Elle offre des paysages diversifiés, notamment ses plages sableuses et rocheuses ainsi qu'une falaise s'étendant sur près de six kilomètres.

### Climat
| Mois                                | jan. | fév. | mars | avril | mai  | juin | jui. | août | sep. | oct. | nov. | déc. | année |
| ----------------------------------- | ---- | ---- | ---- | ----- | ---- | ---- | ---- | ---- | ---- | ---- | ---- | ---- | ----- |
| Température minimale moyenne (°C)   | 7,5  | 8,9  | 9,8  | 11,9  | 15,1 | 18,8 | 21,2 | 22,2 | 20,6 | 16,8 | 11,9 | 8,6  | 14,4  |
| Température maximale moyenne (°C)   | 16,4 | 17,3 | 18,5 | 20,6  | 24,1 | 28   | 31,5 | 32   | 29,2 | 25,2 | 20,8 | 17,3 | 23,4  |
| Précipitations (mm)                 | 36   | 32   | 34   | 25    | 13   | 6    | 1    | 7    | 35   | 63   | 35   | 59   | 346   |
| Nombre de jours avec précipitations | 8    | 7    | 7    | 6     | 5    | 2    | 1    | 2    | 6    | 7    | 6    | 7    | 64    |

| Diagramme climatique                                  |           |           |            |            |         |           |         |            |            |            |           |
| J                                                     | F         | M         | A          | M          | J       | J         | A       | S          | O          | N          | D         |
| 16,47,536                                             | 17,38,932 | 18,59,834 | 20,611,925 | 24,115,113 | 2818,86 | 31,521,21 | 3222,27 | 29,220,635 | 25,216,863 | 20,811,935 | 17,38,659 |
| Moyennes : • Temp. maxi et mini °C • Précipitation mm |           |           |            |            |         |           |         |            |            |            |           |

## Histoire
Durant la Préhistoire, plusieurs civilisations se sont succédé dans la région. Les fouilles archéologiques montrent l'existence de traces de la civilisation atérienne qui a couvert la fin du Paléolithique moyen et le début du Paléolithique supérieur. La civilisation des Hawanet succède à la civilisation atérienne vers 3000-2000 av. J.-C.
Monastir est bâtie sur les ruines de l'ancienne ville punico-romaine de Ruspina dont l'existence s'étend sur près de dix siècles, du IVe siècle av. J.-C. au VIe siècle apr. J.-C.. Ruspina qui signifie « presqu'île » représente un site stratégique à l'abri des incursions extérieures. Elle est connue pour avoir aidé le Carthaginois Hannibal Barca dans ses combats contre les Romains au IIIe siècle av. J.-C. Pendant la période romaine, Ruspina a un statut de ville libre ; c'est la première ville africaine à s'être alliée à Jules César, ce qui permet à ce dernier de s'y réfugier avec son armée en 46 av. J.-C. et de mener sa première bataille contre les Pompéiens, une alliance qui permet à la ville de prospérer et d'avoir un rang élevé.
L'histoire musulmane de Monastir est étroitement liée à l'édification des ribats, mosquées et autres mausolées, ce qui confère à la région un aspect spirituel et intellectuel dont la renommée dépasse les frontières de l'Occident musulman. La ville est la première ville arabo-musulmane construite en Ifriqiya et sert à la défense du royaume aghlabide et à sa capitale Kairouan, choisie suffisamment loin de la côte pour éviter les assauts de la flotte byzantine contrôlant alors la mer Méditerranée.

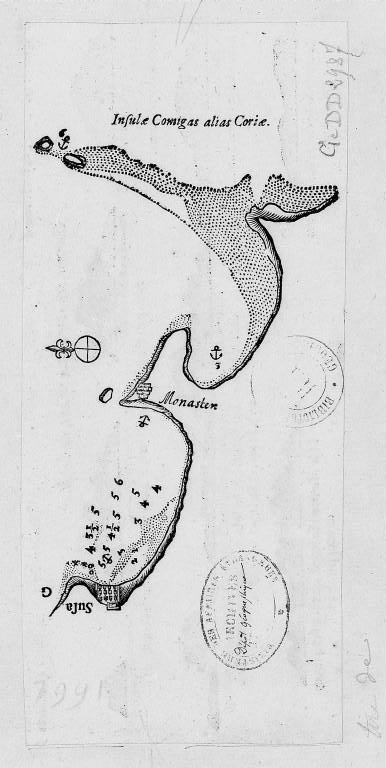
Carte de Monastir et des îles Kuriat datée du XVII.

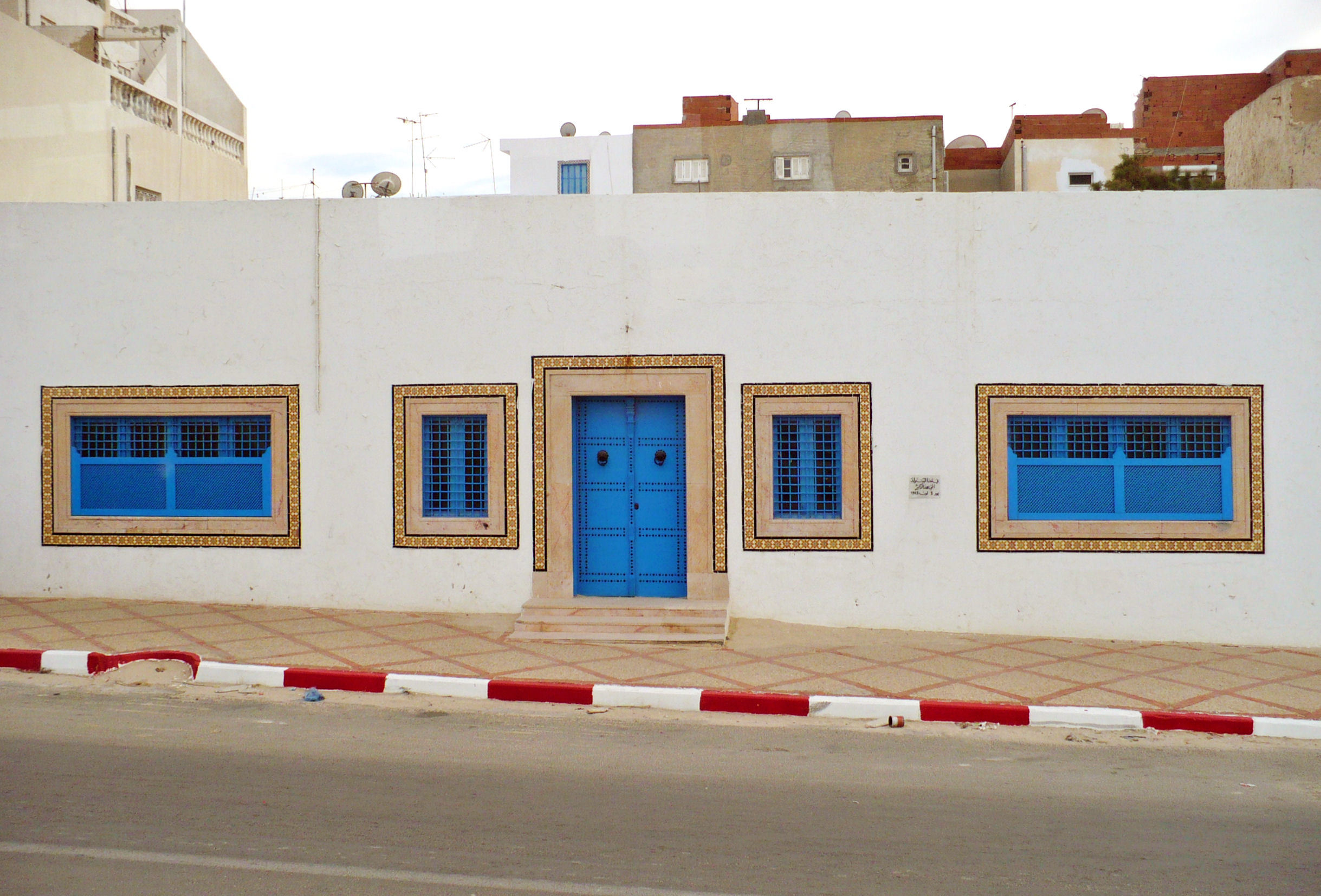
Maison de naissance de Habib Bourguiba.

Lors du conflit hispano-ottoman, qui dure tout au long du XVIe siècle, Monastir est la cible d'attaques des deux belligérants. La population réussit à éviter une annexion par les Espagnols en 1534 et la ville s'organise sous la forme d'une république populaire. Elle tombe cependant en 1550, avant d'être prise par les Ottomans en 1554 pour être rattachée à la régence de Tunis dès 1574. Dès le début de la présence ottomane en Tunisie, Monastir possède un caïdat, qui existait déjà sous les Hafsides, et qui jouit de toutes les prérogatives d'un gouverneur de province : il est chargé de l'administration générale, du maintien de la justice et de la charge lucrative de fermier des impôts ; il est aussi l'agent d'exécution du bey de Tunis.
Laissée pour compte sous le protectorat français, Monastir retrouve son statut après l'indépendance, en devenant le chef-lieu du gouvernorat du même nom en 1974. Elle est la ville natale du premier président Habib Bourguiba, qui s'y fait construire de son vivant un mausolée dans lequel il est inhumé, ainsi qu'un palais présidentiel à proximité de la ville. La mosquée Bourguiba, datant de 1963, est aussi érigée en son honneur alors que l'aéroport international de Monastir porte également son nom.
Monastir devient une importante ville universitaire. Avec Sousse et Sfax, la ville devient grâce à son port un point de transbordement pour le marché de l'huile d'olive. Elle est également, depuis les années 1960, l'un des centres les plus importants du secteur touristique tunisien, en particulier avec sa station balnéaire de Skanès.
Lors des événements de la révolution tunisienne de 2011, la prison civile de Monastir est incendiée dans la nuit du 14 au 15 janvier. Plus de quarante prisonniers y trouvent la mort.

## Architecture et urbanisme
Le ribat de Monastir est érigé par le wali Harthama Ibn Ayoun sur ordre du calife abbasside Hâroun ar-Rachîd en 796 comme moyen de défense contre les attaques de la flotte byzantine en Méditerranée. Il représente, avec le ribat de Sousse, l'une des deux forteresses les plus importantes de la côte du Sahel. D'après des messages relevant de l'histoire locale et datant du début du Xe siècle, c'est un mérite que de séjourner dans ce ribat connu sous le nom de Grande forteresse. Un service de garde de trois jours au ribat de Monastir est alors considéré comme une grande action religieuse, car les musulmans sont tenus de protéger leur patrie. Ce mérite était amplifié pendant les croisades.
La forteresse était perçue, aussi bien parmi les combattants que parmi les ascètes, comme un lieu de pèlerinage et de méditation pour les fêtes religieuses comme l'Achoura ou le ramadan. À l'étage supérieur de l'aile sud-est se trouvait une petite mosquée abritant un mihrab. Elle est aujourd'hui utilisée comme musée où sont exposés des objets provenant de la région ainsi que de Kairouan.
Parmi les monuments importants de la ville figure également la Grande Mosquée de Monastir, édifice en pierre de taille d'architecture sobre élevé au IXe siècle puis agrandi au cours des XIe et XVIIIe siècles.

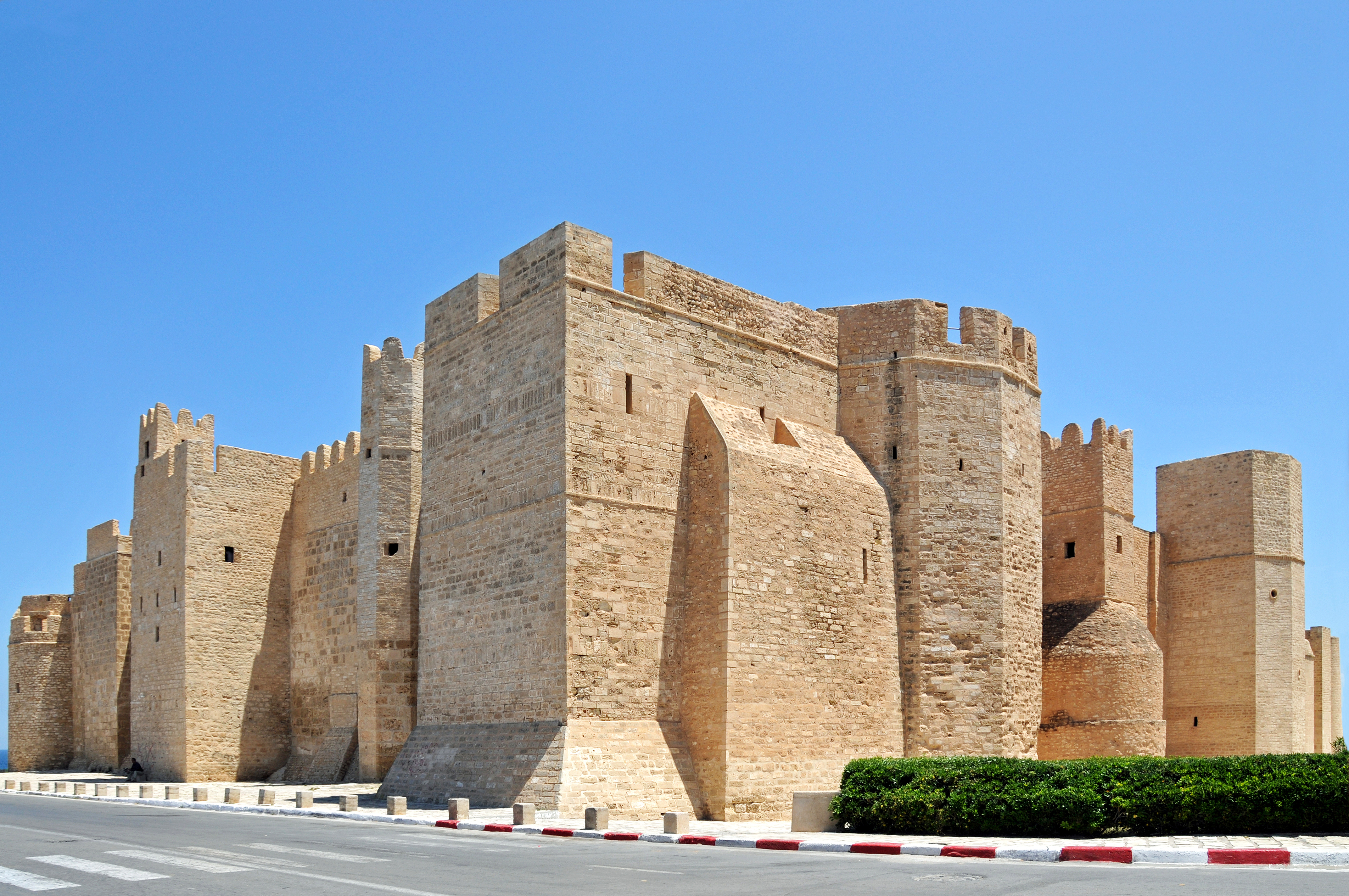
Murs crénelés et tours du ribat de Monastir.
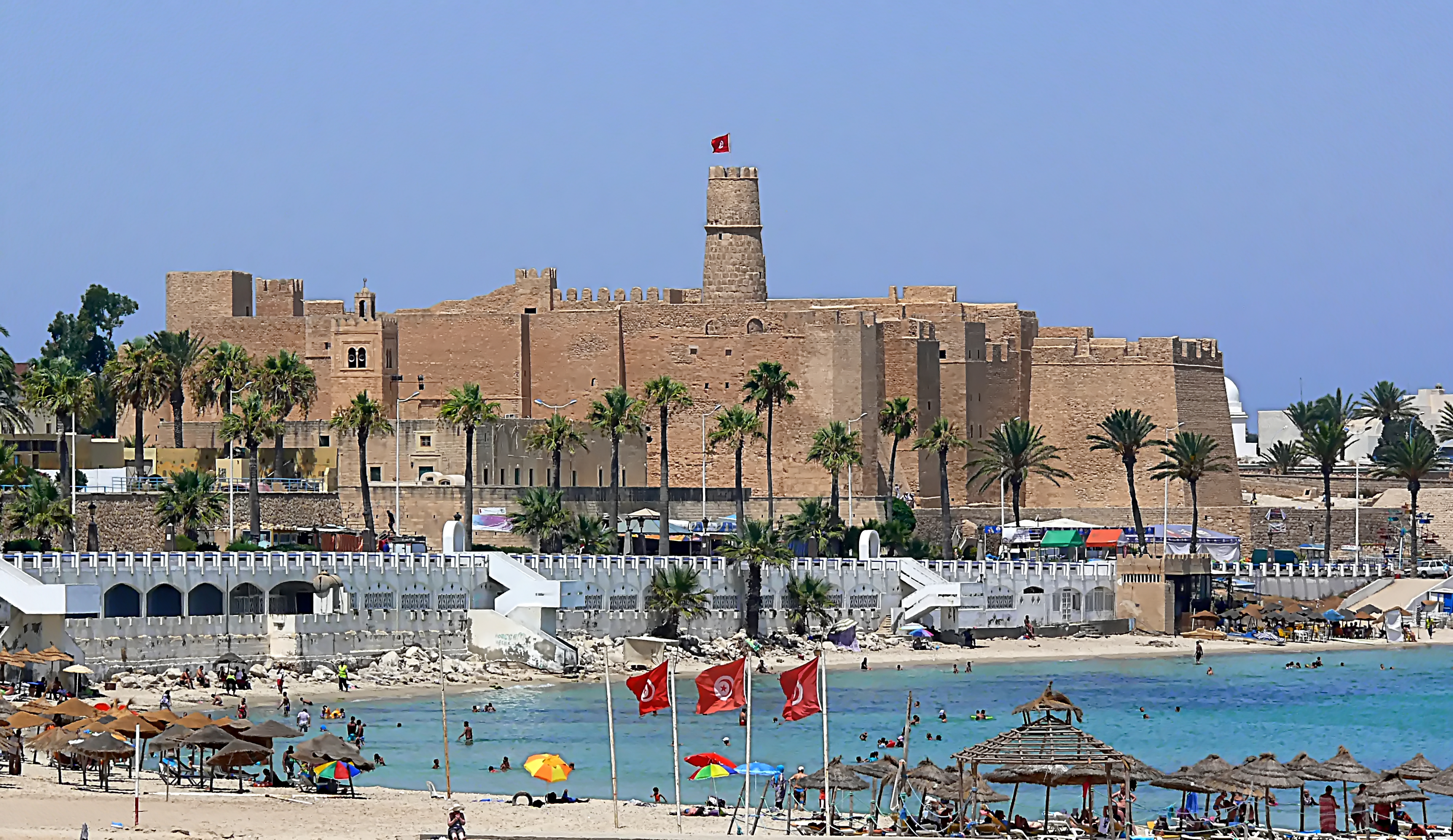
Vue du ribat.
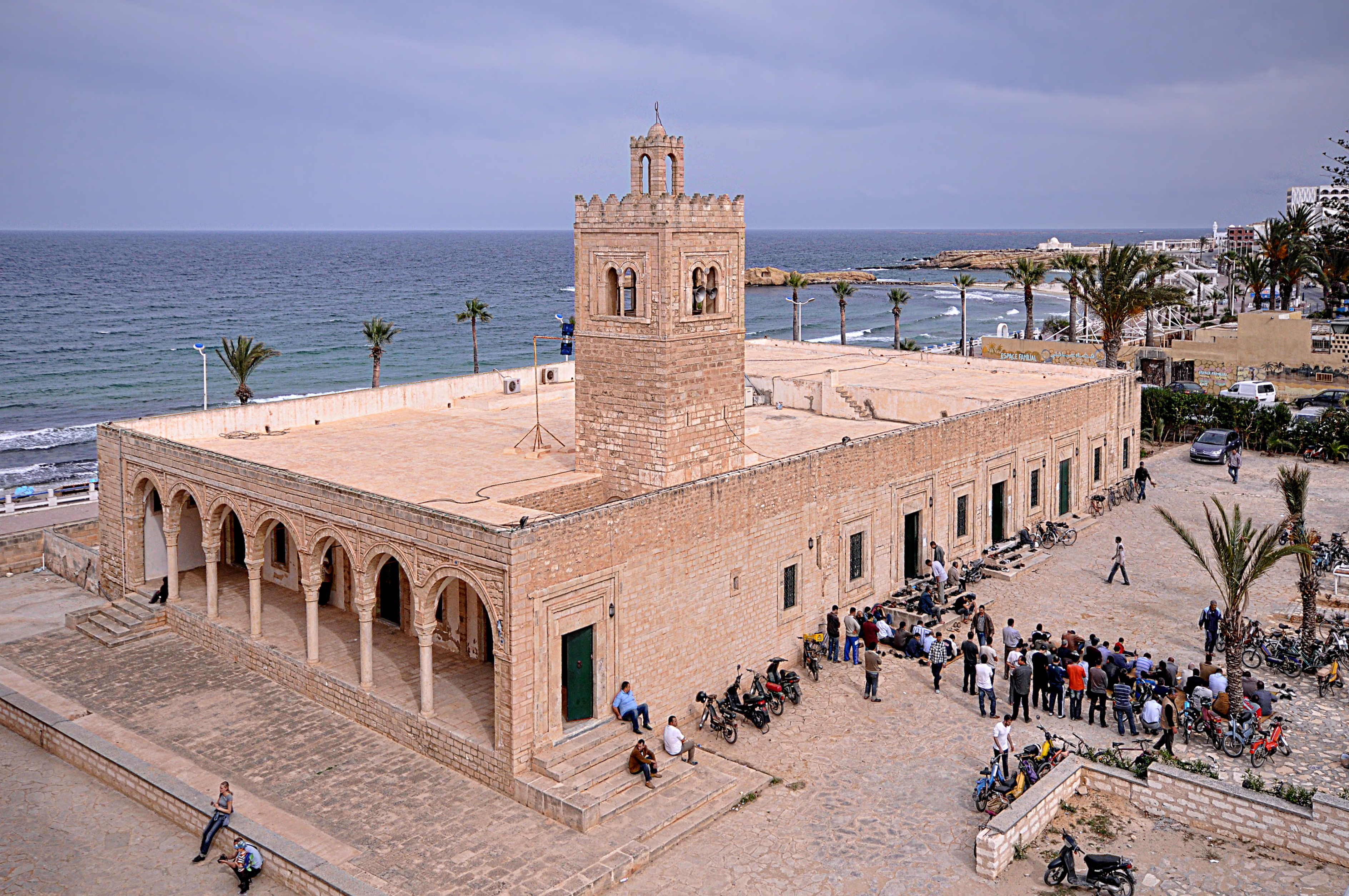
Grande Mosquée de Monastir.
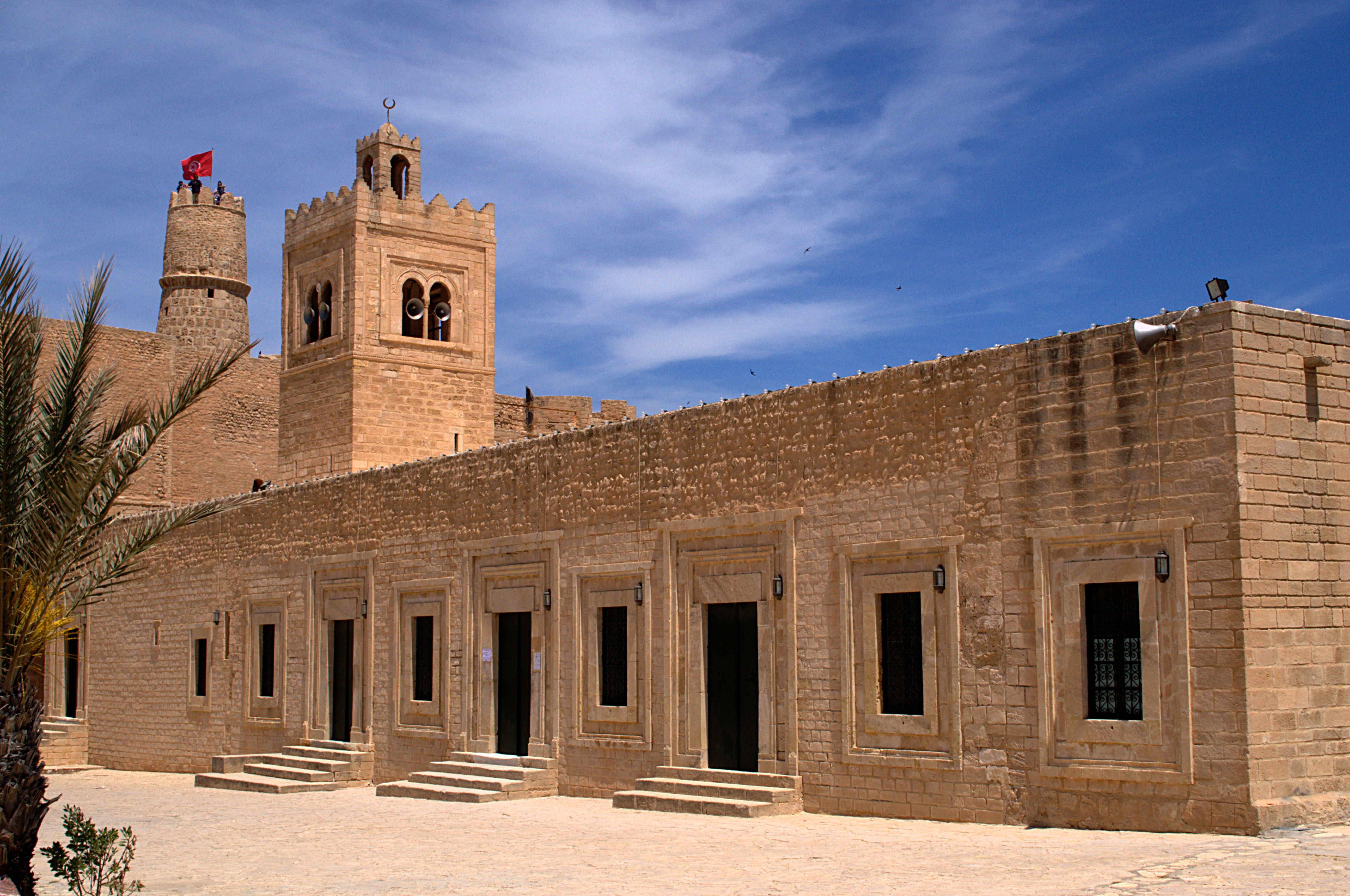
Vue d'une des façades de la Grande Mosquée.
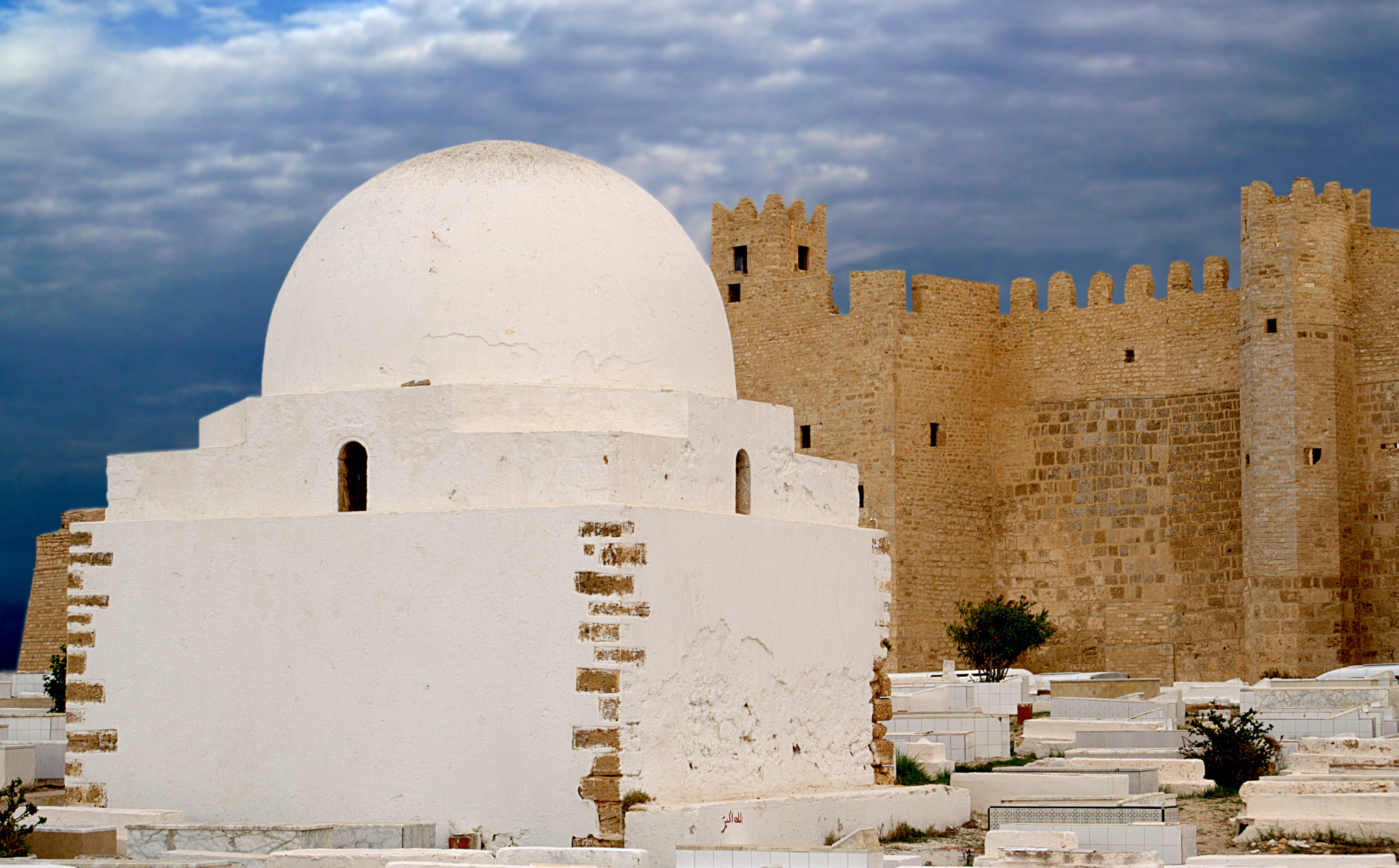
Gros plan sur la zaouïa de Sidi Amor Makhlouf.
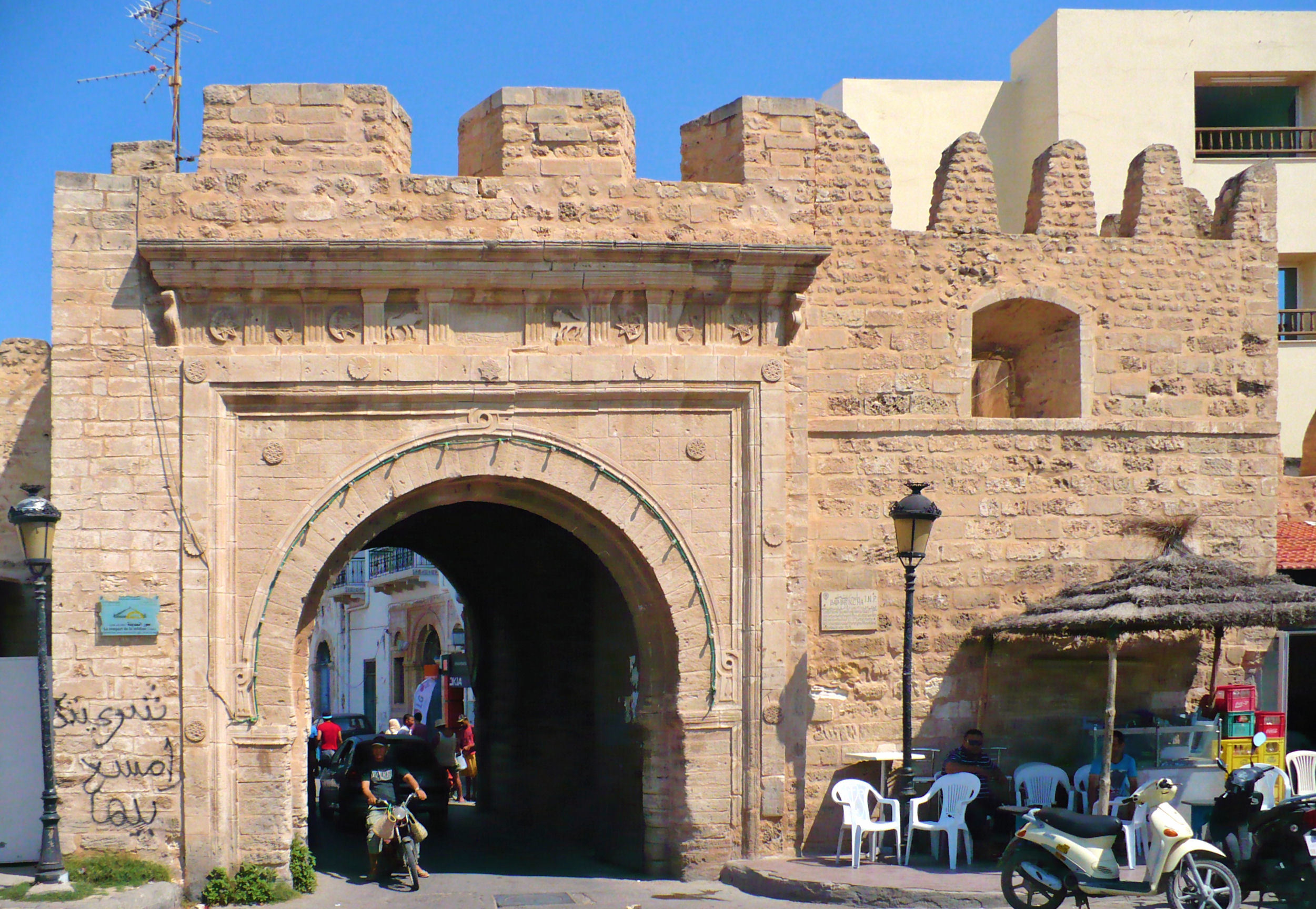
Vue de Bab Brikcha, l'une des portes de la médina.
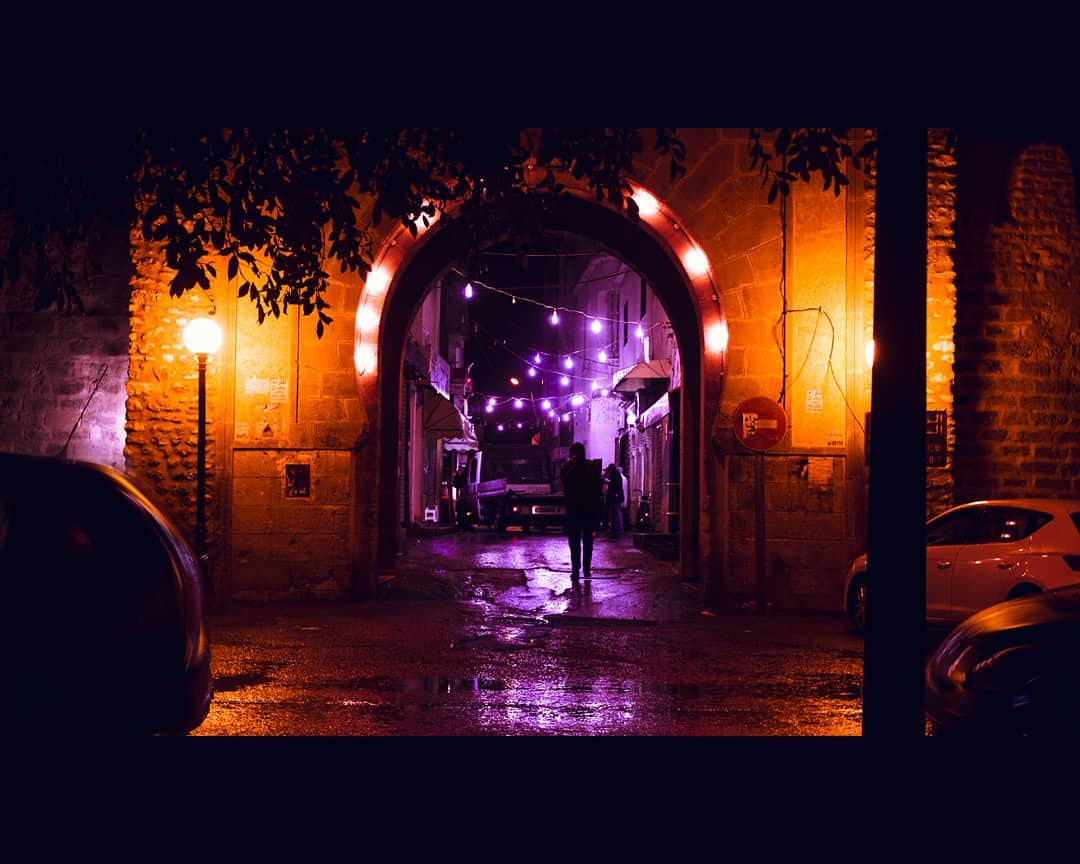
Bab Jedid photographiée de nuit.

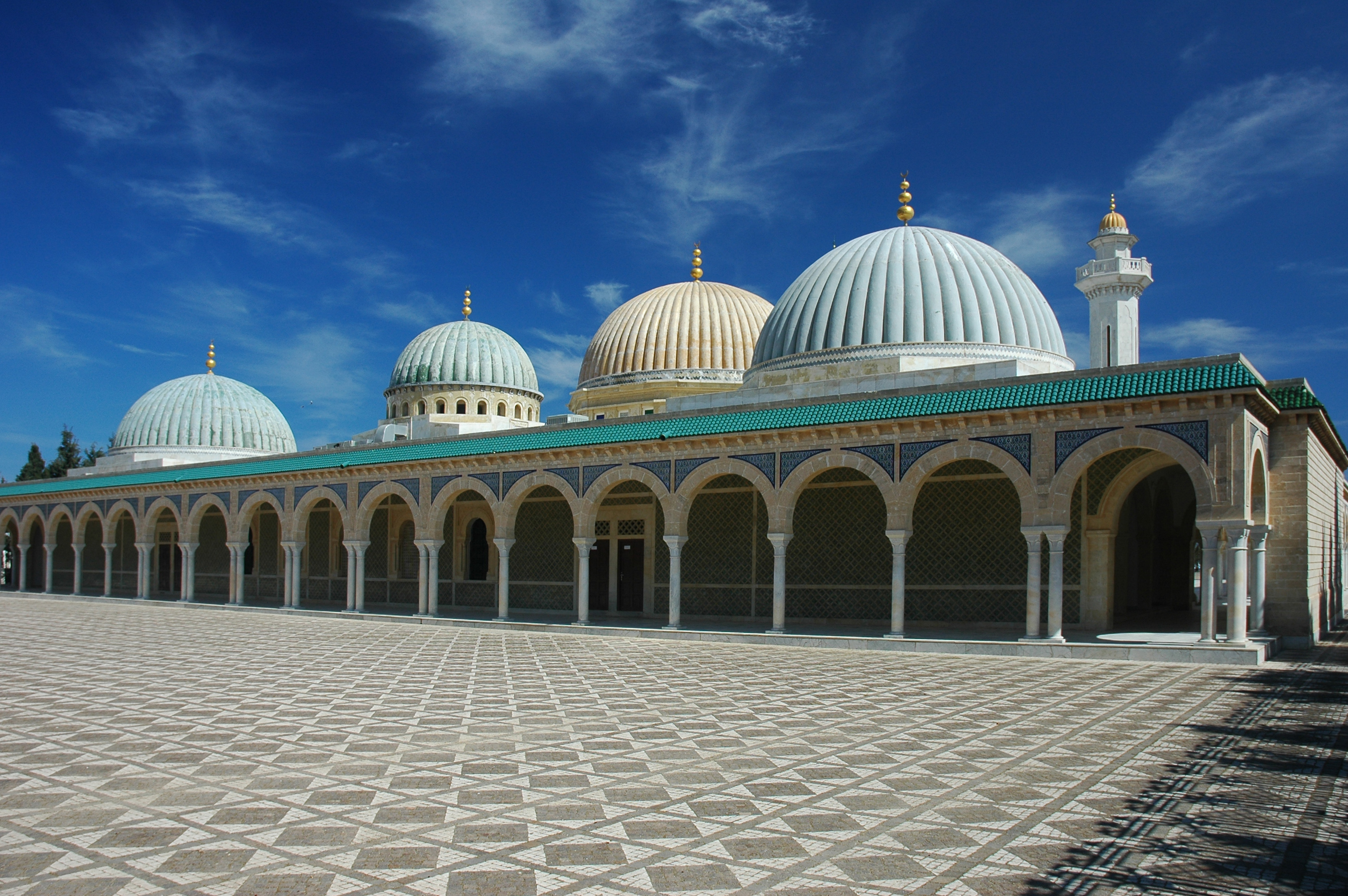
Vue du mausolée de Bourguiba.

La ville de Monastir abrite aussi un mausolée inauguré en 1963 par le président de l'époque, Habib Bourguiba. L'édifice, encadré par deux minarets de 25 mètres de hauteur, est surmonté d'un dôme doré qui est lui-même entouré de deux coupoles vertes. La porte d'entrée ainsi que la grille qui sépare celui-ci du reste du cimetière sont deux exemples de l'art tunisien.

## Culture

### Patrimoine culturel

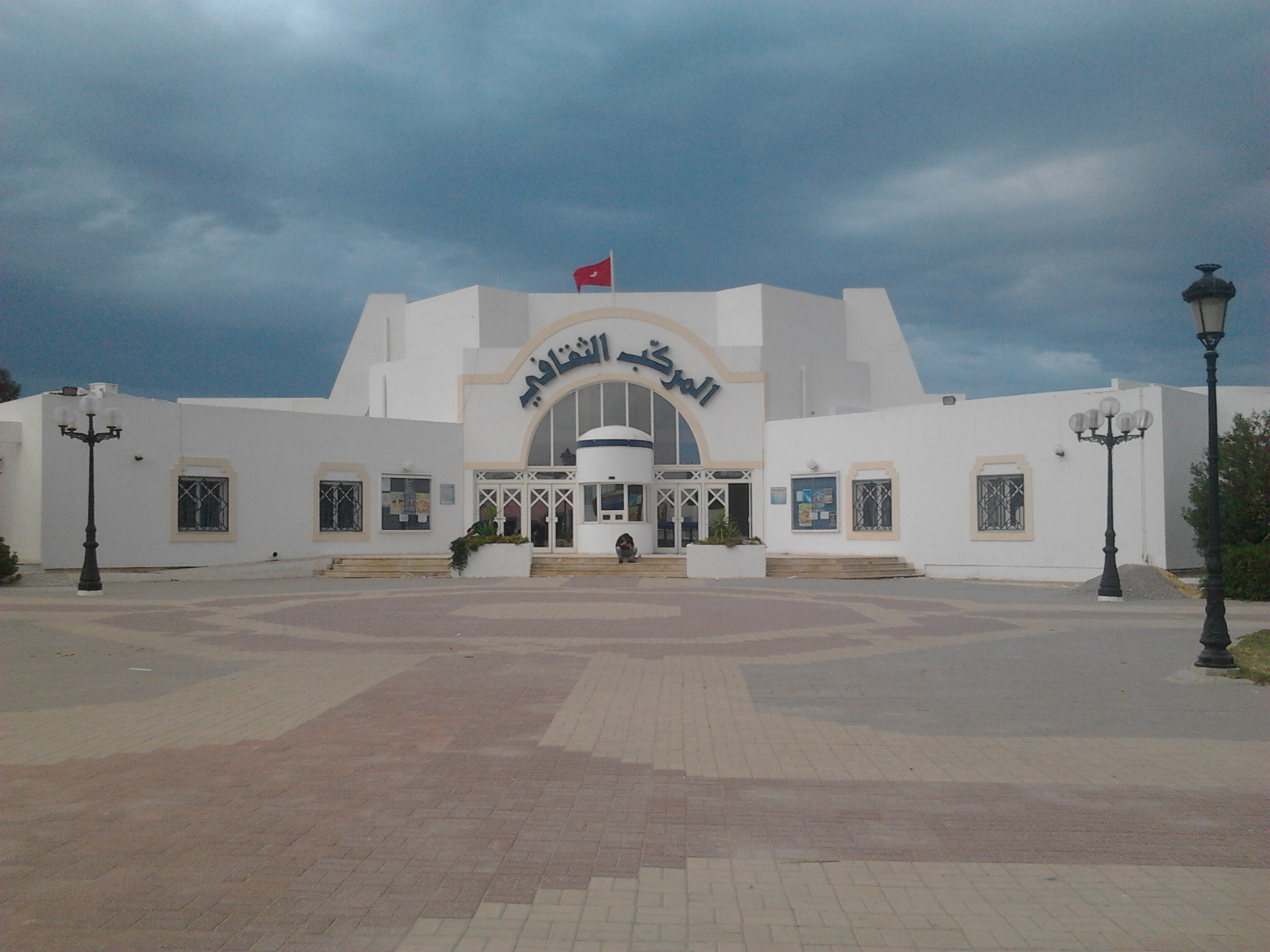
Vue du complexe culturel de Monastir.

Monastir possède un musée des arts islamiques, inauguré le 5 août 1958 et qui est logé au premier étage de l'aile sud du ribat ; il comporte près de 300 œuvres (fragments de bois, stèles funéraires, céramiques lustrées, etc.) et reçoit chaque année la visite de presque 100 000 visiteurs.
Le festival d'été de Monastir est organisé annuellement au sein du ribat et se poursuit pendant une période de trois à quatre semaines, offrant de nombreux spectacles musicaux, théâtraux et même cinématographiques.
À quelques kilomètres du centre-ville, le centre culturel de Monastir fondé en 2000 accueille des manifestations culturelles diverses. En son sein, plusieurs associations culturelles dédiées principalement à la peinture, la musique et le théâtre y exercent leurs activités. Ce centre vient remplacer l'ancien centre culturel situé au cœur même de la ville ; il conserve quelques activités essentiellement estudiantines.
L'Union des écrivains monastiriens est une association dont le local est situé dans la cité Chraka de l'ancienne ville. Elle accueille plusieurs membres et organise diverses rencontres culturelles.

### Musique
L'ethnomusicologue et clarinettiste Hassine Haj Youssef figure parmi les personnalités les plus actives de Monastir dans le domaine musical. Disciple de Salah El Mahdi, il est aussi le père du violoniste et compositeur Jasser Haj Youssef. Il est professeur au Conservatoire national de Monastir et à l'Institut supérieur de musique de Sousse. Il a adapté la méthode de Zoltán Kodály à l'enseignement de la musique arabe, il est aussi producteur de plusieurs émissions de musique traditionnelle et d'anthropologie à Radio Monastir et à la télévision nationale.
Depuis 2005, il consacre son temps à la composition et aux recherches sur les musiques soufies de Tunisie.

### Héraldique
Le drapeau qui surmonte le blason au centre des armoiries de la ville (moitié blanc, moitié rouge avec un croissant bleu) est hissé sur le ribat de Monastir vers 1500.

### Enseignement
La ville de Monastir dénombre :

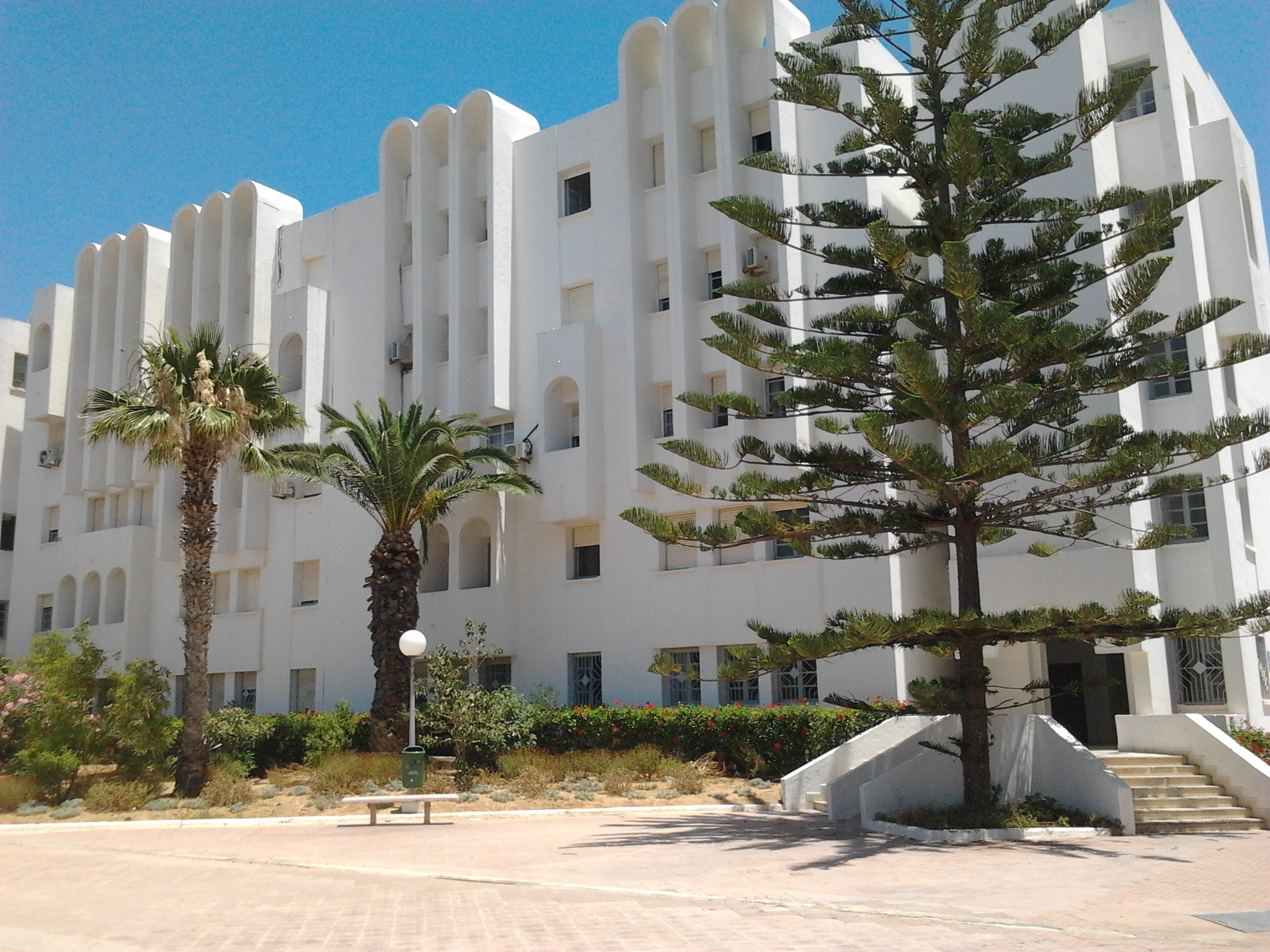
Vue de la faculté de médecine de Monastir.

- cinq collèges de deuxième cycle de l'enseignement de base : Ali-Bourguiba, Moufida-Bourguiba Imtiez, Salem-Bchir et Pilote, compétent pour les gouvernorats de Monastir et Mahdia ;
- quatre lycées : Fatouma-Bourguiba (ancien lycée de garçons), Hédi-Khefacha, Bourguiba (ancien lycée de jeunes filles) et Pilote (ouvert depuis l'année scolaire 2003-2004).

Monastir est par ailleurs le siège de l'Université de Monastir fondée le 2 septembre 2004 et qui couvre les gouvernorats de Monastir et Mahdia. Sur les seize établissements qui en dépendent, dix sont localisés à Monastir : 
- les facultés des sciences, de médecine, de médecine dentaire et de pharmacie ;
- l'École nationale d'ingénieurs ;
- l'École supérieure des sciences et techniques de la santé ;
- les Instituts supérieurs de biotechnologie, d'informatique et de mathématiques et des métiers de la mode ;
- l'Institut préparatoire aux études d'ingénieurs[14].

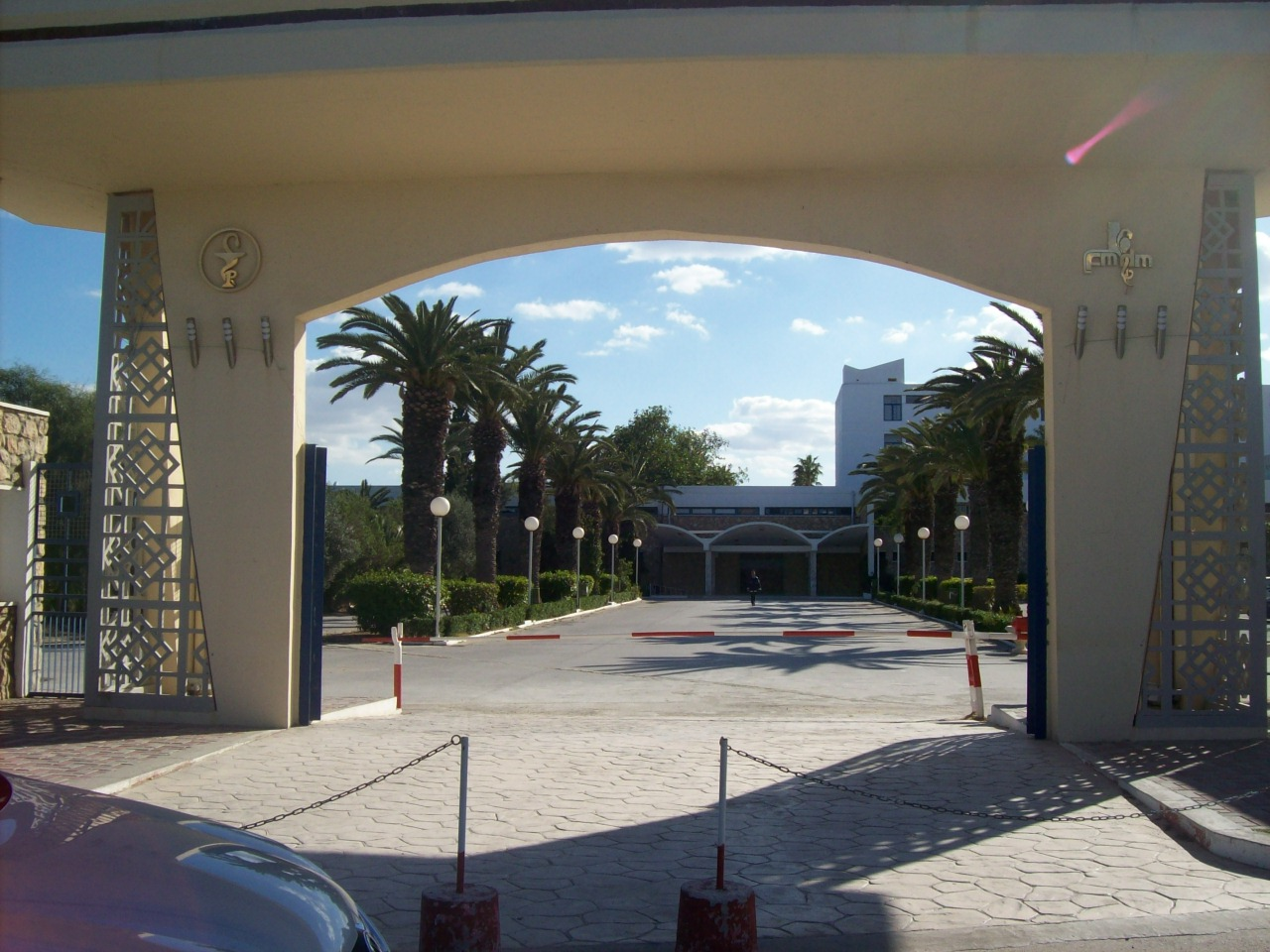
Entrée de la faculté de médecine dentaire et de la faculté de pharmacie de Monastir.

L'effectif des étudiants de Monastir dépasse 27 000 en 2007-2008, ce qui fait de la ville l'une des plus importantes en matière d'études universitaires avec Tunis, Sfax et Sousse.

### Dialecte
Le dialecte monastirien présente les caractéristiques du dialecte parlé dans l'ensemble du Sahel tunisien.

### Gastronomie
La ville est connue pour plusieurs plats phares, notamment le couscous au cherkaw, auquel un festival local est dédié chaque été depuis 2004 ; celui-ci est organisé par une association spécifique sous le patronage du gouverneur. Le poisson salé, un plat préparé à base de poisson (généralement du mulet) dont on enlève les écailles et les arêtes avant de le bander dans du sel. Après quelques jours, le poisson est débarrassé du bandage et placé dans l'eau pour le désaler puis cuit à la vapeur accompagné de tomates pelées, de charmoula, d'harissa, de raisins secs et d'oignon ; il est consommé très souvent à l'occasion de la fête de l'Aïd el-Fitr.
Pour l'occasion des fêtes de mariage, un couscous spécial appelé smasem est cuisiné : il s'agit d'un couscous à la viande de bœuf, le nom étant en relation avec les parts généreuses de viande servies à côté de la semoule.

## Politique

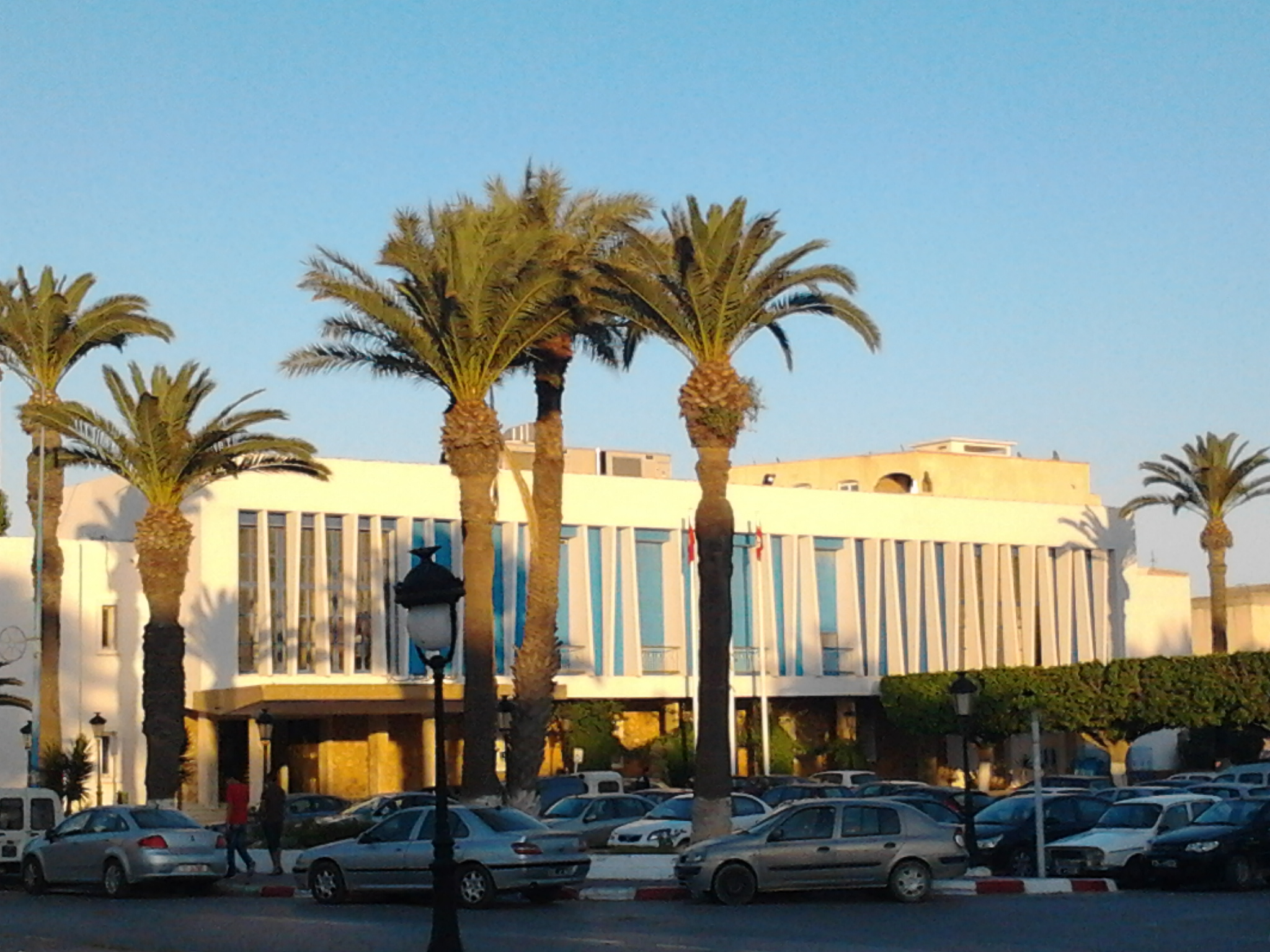
Vue du siège de la municipalité de Monastir.

La municipalité de Monastir comporte un conseil municipal composé de trente membres. Les élections municipales du 9 mai 2010 ont conduit à la formation d'un conseil dont les membres appartiennent tous au Rassemblement constitutionnel démocratique (RCD), le parti au pouvoir au niveau national. La municipalité est divisée en quatre arrondissements : Médina Est, Médina Ouest, Skanès et Helya.
Par ailleurs, de l'indépendance à 2011, tous les maires de Monastir appartiennent au parti au pouvoir sous des appellations diverses :
- 1957-1963 : Habib Bourguiba
- 1963-1980 : Habib Bourguiba Jr.
- 1980-1985 : Hassen Bergaoui
- 1985-1986 : Mohamed Ameur Ghedira
- 1986-1990 : Néji Skhiri
- 1990-1995 : Mohamed Mohsen Guetari
- 1995-2005 : Mohamed Gorsane
- 2005-2010 : Mohamed Besbès
- 2010-2011 : Mondher Marzouk
- 2011-2016 : Ali Mzali[17] (par intérim, délégation spéciale)
- depuis 2016 : Nabil Hmida[18] (délégation spéciale)

Au niveau national, un seul député issu de la liste du RCD, majoritaire aux élections du 25 octobre 2009, représente la ville de Monastir. Il s'agit de Mohamed Gorsane, ancien maire.

## Santé

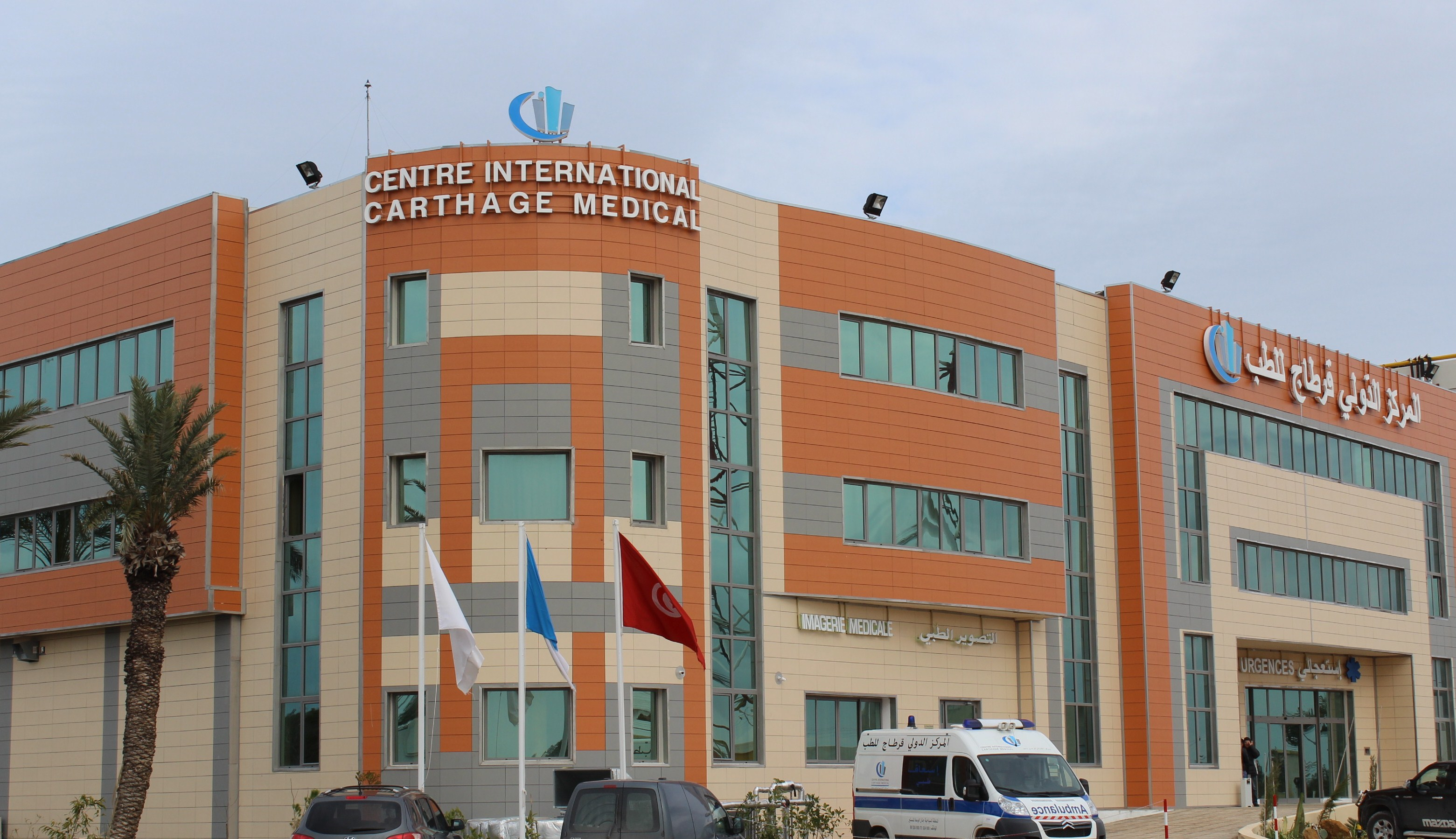
Vue du Centre International Carthage Médical.

La ville de Monastir est desservie par l'hôpital Fattouma-Bourguiba ainsi que le Centre International Carthage Médical, une polyclinique située dans la zone touristique de la ville.

## Transport

### Transport en commun
La ville de Monastir est desservie par le Métro du Sahel avec cinq stations sur son territoire : Les Hôtels, Aéroport Skanès-Monastir, La Faculté, Monastir (Gare Habib-Bourguiba) et Zone industrielle.

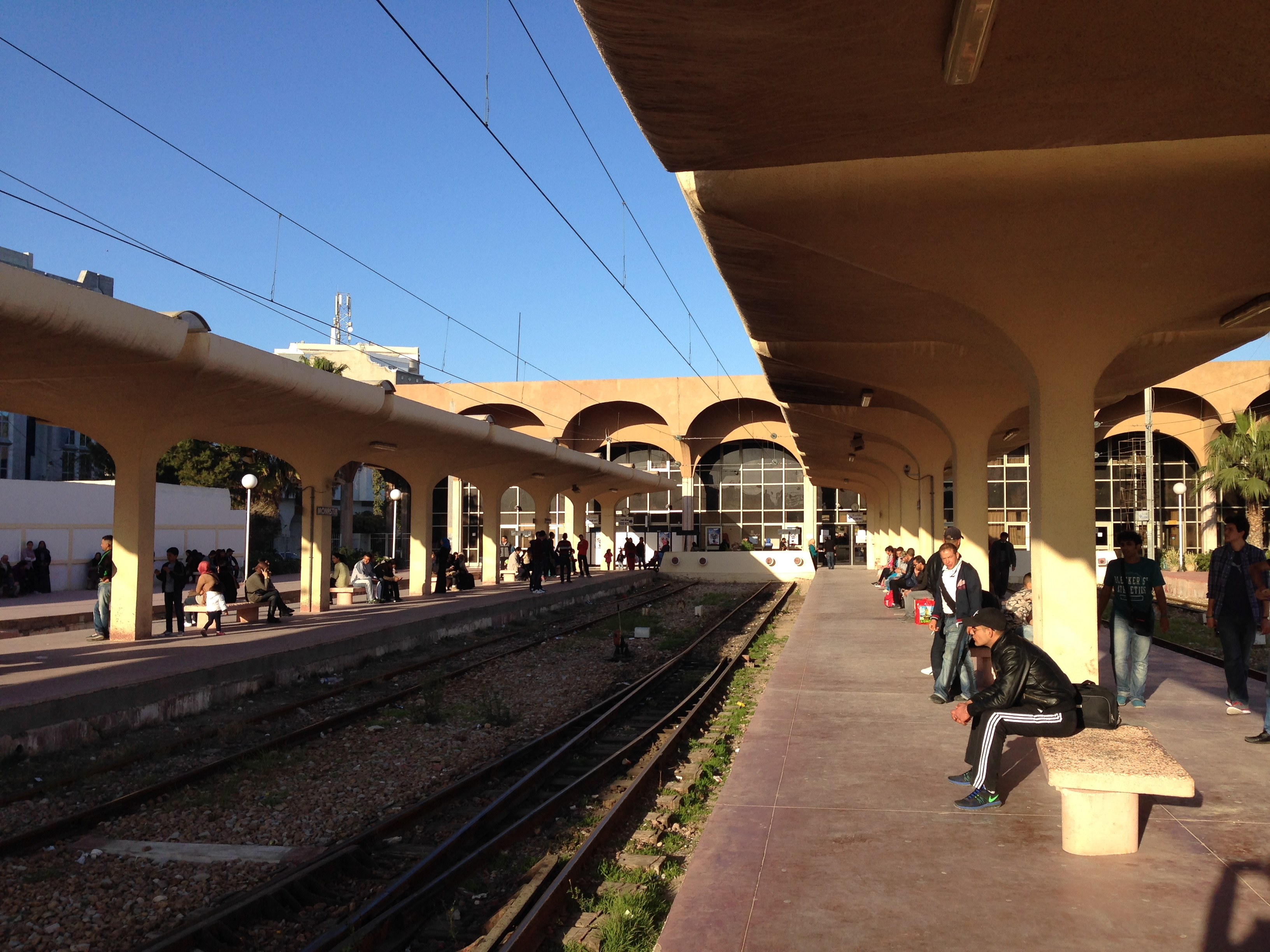
Gare de Monastir.
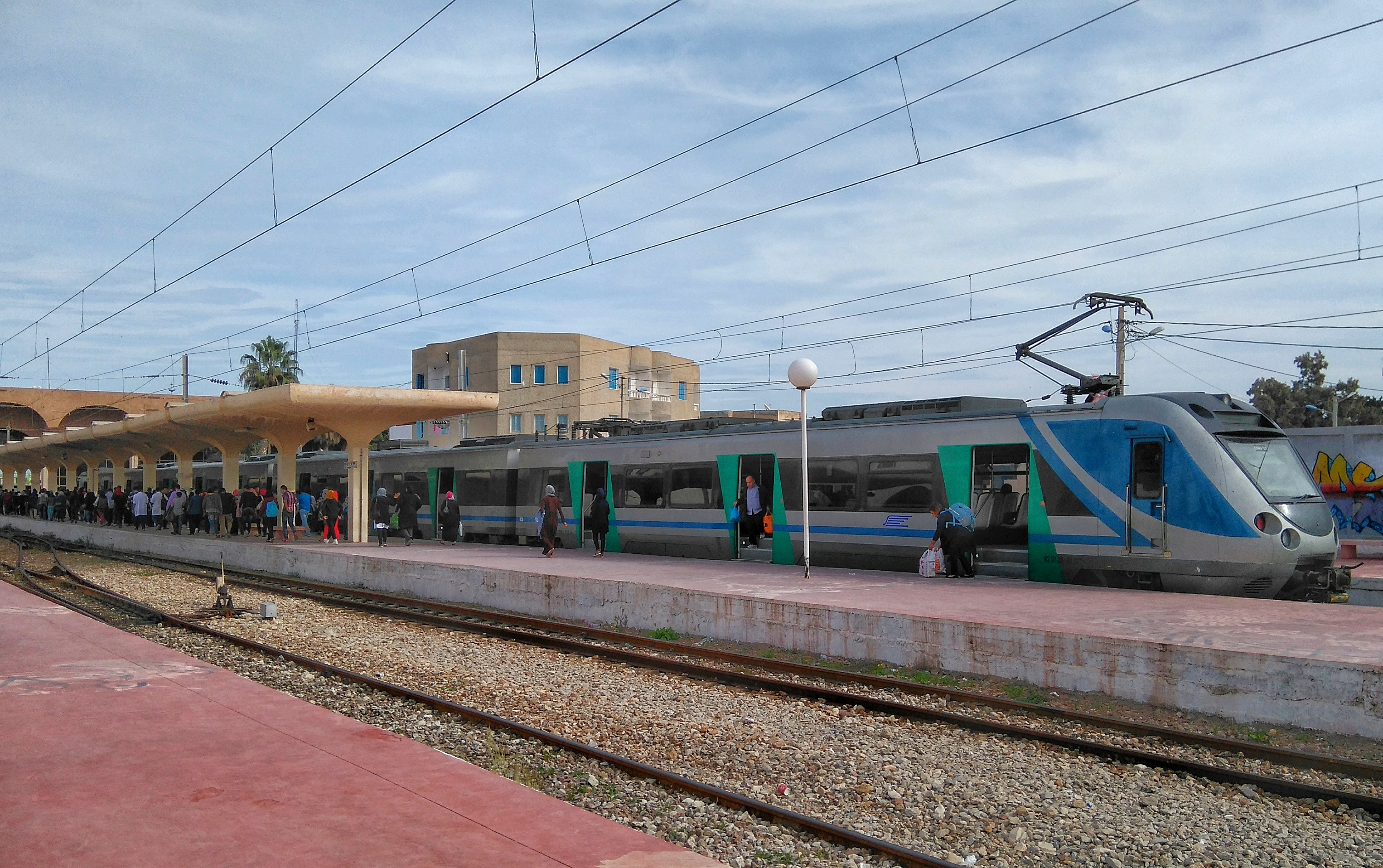
Métro à la gare de Monastir.

### Transport aérien

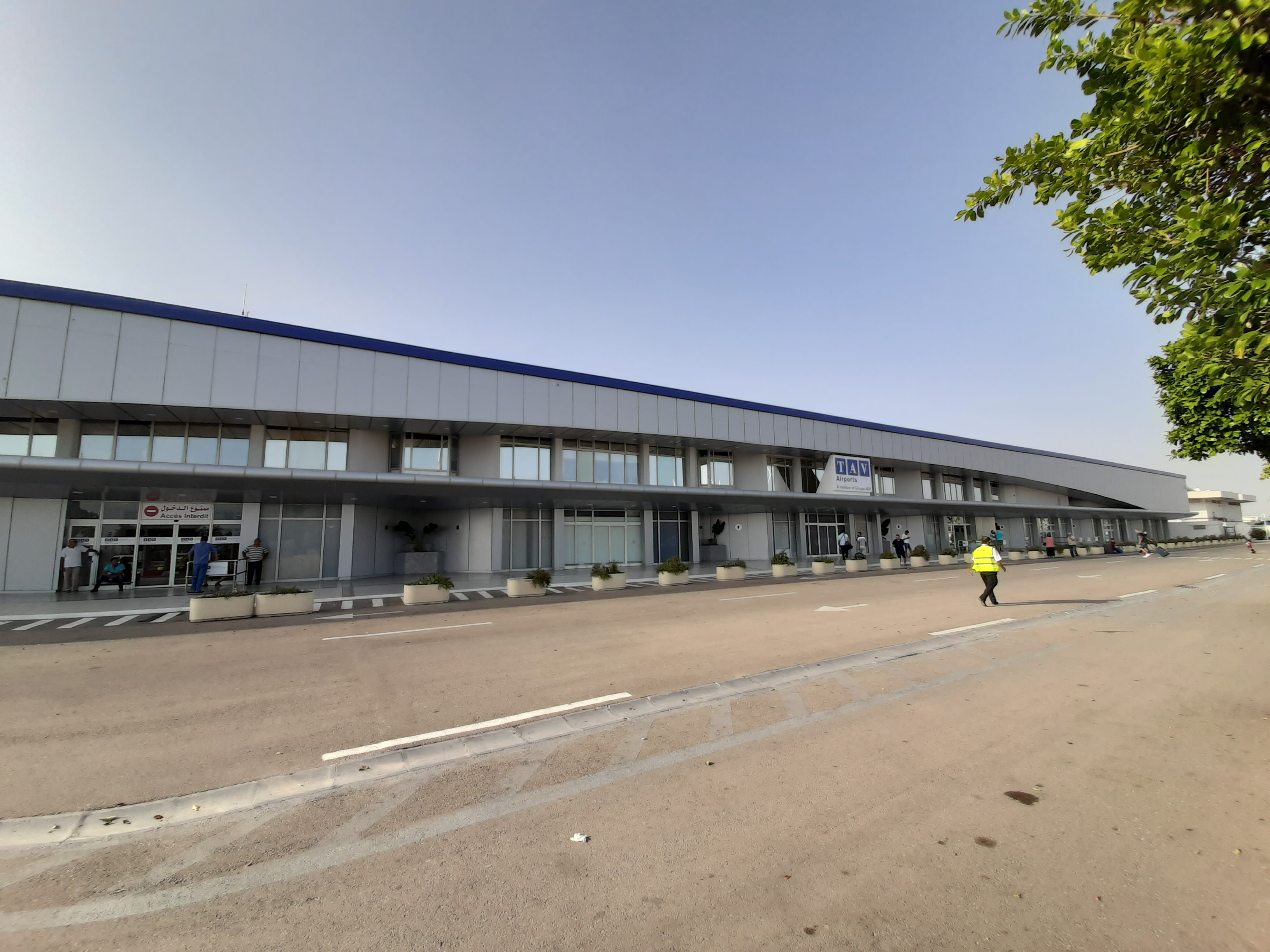
Façade de l'aéroport.

Monastir est desservie par l'aéroport international de Monastir Habib-Bourguiba.

## Économie
La ville de Monastir accueille le siège de la compagnie aérienne Nouvelair Tunisie situé dans la zone touristique de Dkhila.

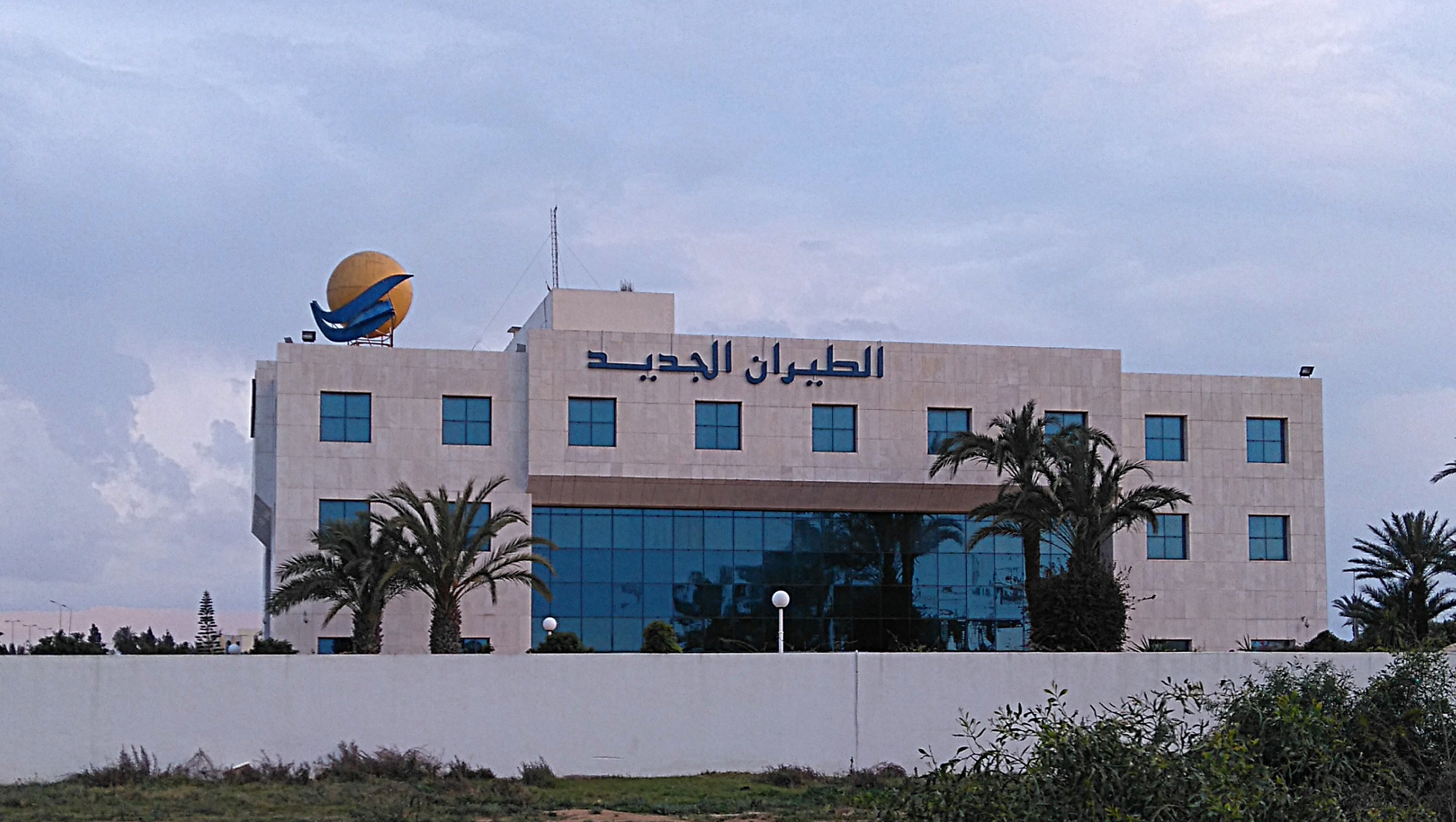
Siège de Nouvelair.
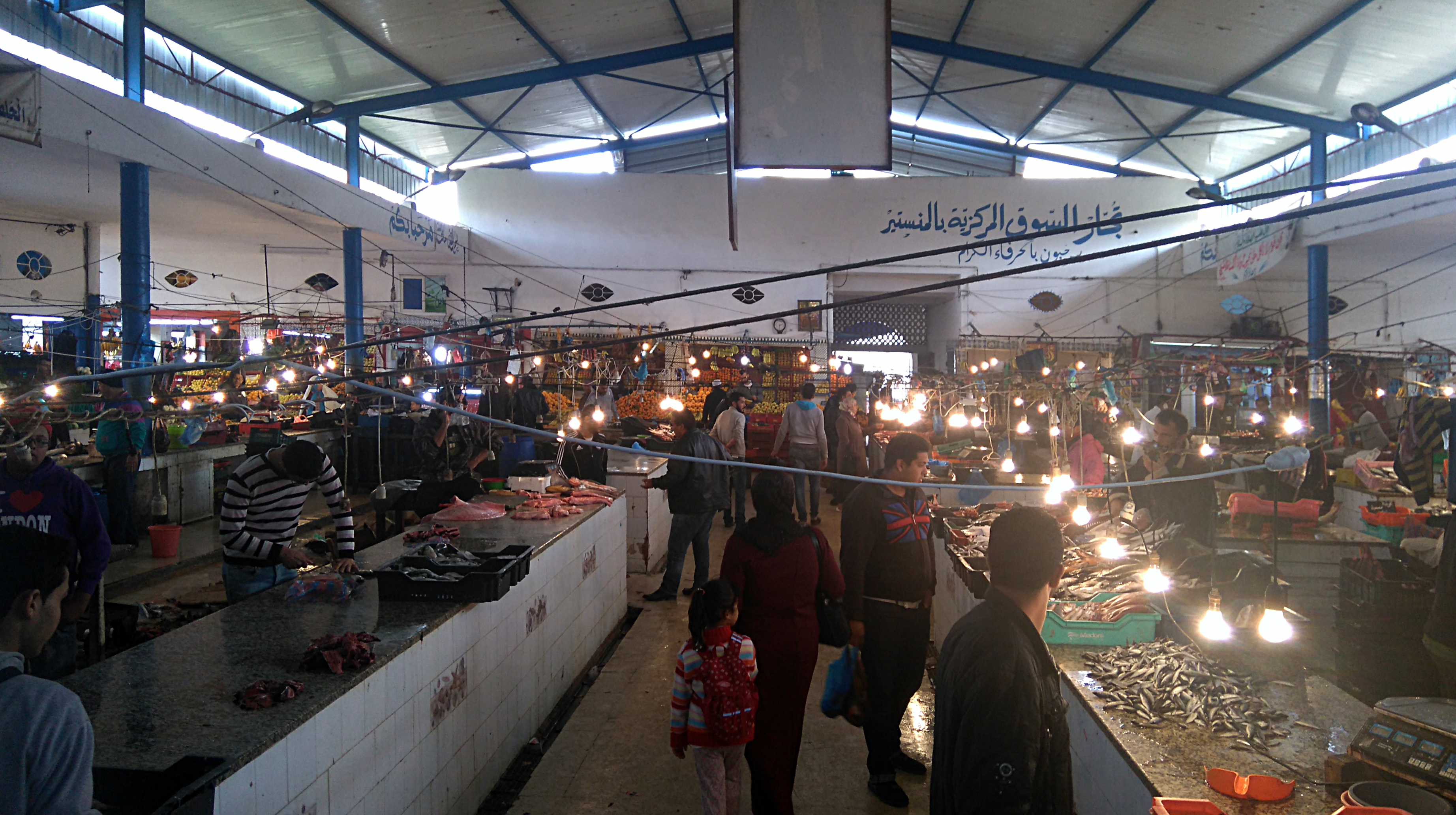
Marché central de Monastir.

## Sport

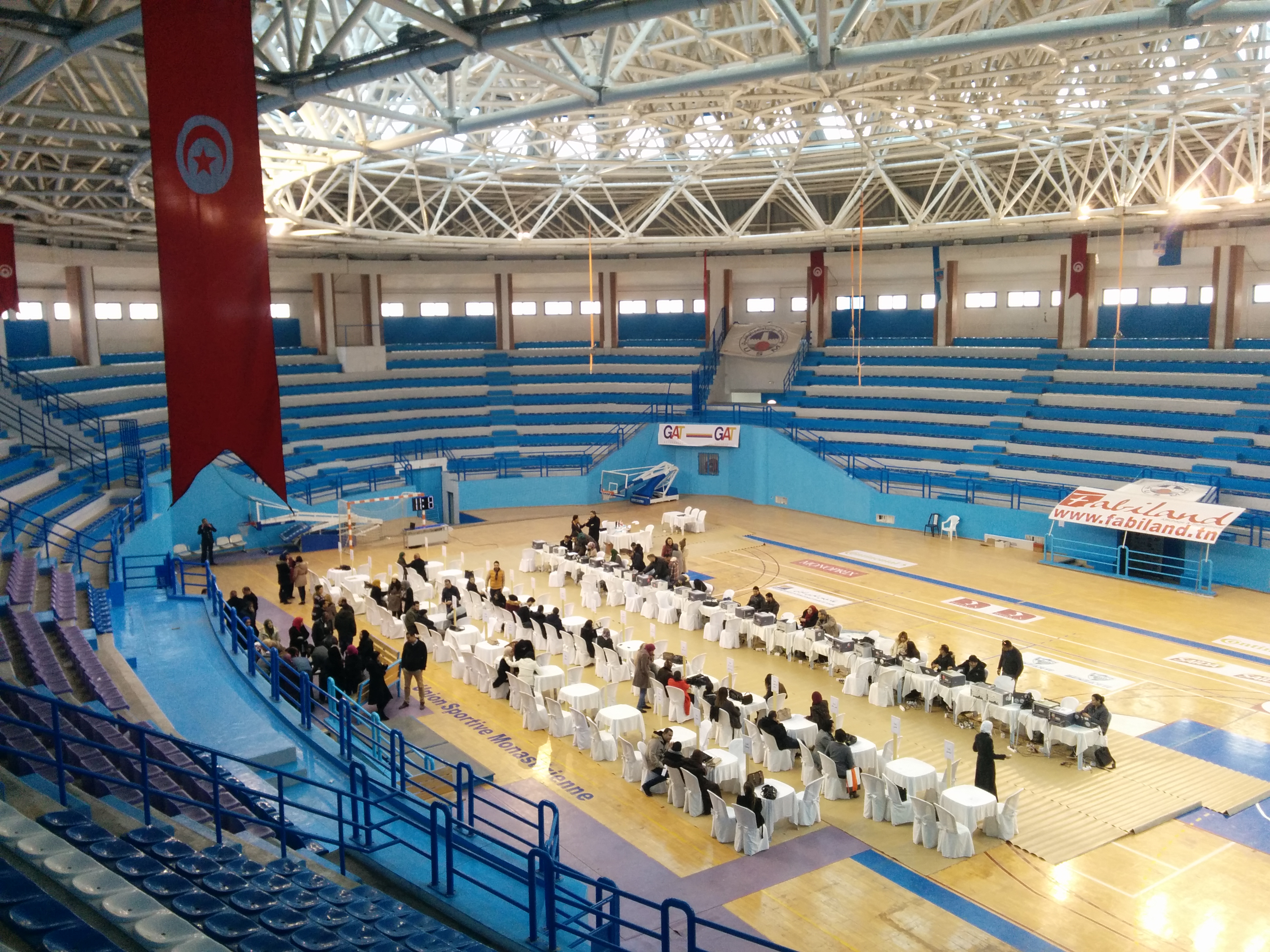
Vue intérieur de la salle omnisports de Monastir.

Monastir dispose d'un stade de football, le stade Mustapha-Ben-Jannet, où évolue l'Union sportive monastirienne. La salle omnisports Mohamed-Mzali de Monastir, troisième salle couverte du pays avec une capacité d'accueil de 4 075 places, y est inaugurée le 8 avril 2006.
Outre l'ancienne salle omnisports existent des terrains découverts de basket-ball et de handball ainsi que trois terrains annexes de football. Une piscine couverte accueille le club de natation alors que le Tennis Club de Monastir occupe les terrains de tennis du stade municipal[Quoi ?] où se déroule à plusieurs reprises un tournoi international junior[Quoi ?] ; un autre club de tennis occupe les terrains du complexe touristique El Habib. Le complexe sportif accueille aussi d'autres activités comme le sport féminin, le football en salle et les arts martiaux.

## Jumelages
La ville de Monastir est jumelée avec la ville de Münster (Allemagne) depuis le 11 mars 1969.